# كاترينا سايمور
كاترينا سايمور (بالإنجليزية: Katrina Seymour) هي منافسة ألعاب القوى باهاماسية، ولدت في 7 يناير 1993 في بروفيدانس الجديدة في باهاماس.

## وصلات خارجية
- كاترينا سايمور على موقع الاتحاد الدولي لألعاب القوى (الإنجليزية)
- كاترينا سايمور على موقع اتحاد ألعاب الكومنولث (مؤرشف) (الإنجليزية)